# Henri Ravera
Pour les articles homonymes, voir Ravera.
Henri Ravera, est un homme politique et journaliste sportif français né le 4 février 1919 à Paris 14e où il est mort le 13 août 1985.
Membre du Parti communiste français, il a été maire de Bagneux, conseiller général de la Seine puis du canton de Bagneux.

## Biographie
Henri Ravera est né dans le 14e arrondissement de Paris. Ses parents, teinturiers, s'étaient installés à Bagneux en 1890. Ayant obtenu son certificat d'études primaires, il apprend le métier d'ajusteur. En 1938, il entre chez Gnome et Rhône.
Il adhère au parti communiste en 1937.
Mobilisé au mois de novembre 1939, il est décoré de la croix de guerre.
En octobre 1942, il rejoint les Jeunesses communistes clandestines. À l'usine Blériot SNCASO de Suresnes, il participe à la Résistance à travers le syndicat CGT : « Cela consistait à faire le plus possible de sabotage de matériel, par exemple oublier de river les rivets sur les ailes d'avions ou bien faire traîner le travail », témoigne-t-il, « on distribuait des tracts dans les vestiaires. »
Recherché par la police et les nazis, contraint de se cacher, il prend contact avec les milices patriotiques de Bagneux. Le 19 août 1944, il participe à la libération de la mairie de Bagneux et à l'installation du comité local de Libération. Les 22 et 23 août, il combat sur les barricades de la rue des Blains.
Par la suite, il figure sur la liste d'Albert Petit aux élections municipales de 1945.
Ayant pratiqué le cyclisme comme coureur amateur jusqu'en 1943 (il a participé au « Premier Pas Dunlop ») et après avoir été rédacteur de la rubrique sportive de L'Avant-Garde, organe de l'Union de la Jeunesse Républicaine de France, il suit une formation de journaliste et entre au service sportif du quotidien Ce soir. En 1950, il entre à la rédaction de Miroir Sprint : — il suit pour ce magazine sportif et pour L'Humanité quatre fois le Tour de France — et devient au début de l'année 1951 responsable de la rubrique sportive de L'Humanité, et à ce titre participe à quatre Tours de France. Il quitte ce poste au bout de trois ans pour se consacrer à ses fonctions électorales. Il continuera cependant ses activités journalistiques en dirigeant le journal local L'Aube Nouvelle.
En 1953, il devient maire adjoint de Bagneux.
Le 24 janvier 1964, il succède à Albert Petit et devient maire (communiste) de Bagneux.
Militant du sport pour tous, il fonde le Club olympique multi-sports de Bagneux (COMB), qui succède au Club ouvrier de Bagneux (COB), dissout pendant la guerre. Le COMB est dans les années 1970 un des plus importants clubs de la Fédération sportive et gymnique du travail (FSGT) de la banlieue sud de Paris. Sa section cycliste, que dirige Henri Ravera, compte dans ses rangs Jean-Claude Breure, vainqueur en 1977 du Grand Prix cycliste de L'Humanité.
Henri Ravera est conseiller général de la Seine (1964-1967) puis des Hauts-de-Seine (1967-1982).
En mai 1985, il démissionne de son mandat de maire en raison de problèmes de santé et cède son écharpe de premier magistrat à Janine Jambu. Il meurt quelques mois plus tard, dans la nuit du 13 au 14 août 1985.

## Mandats et fonctions politiques
- 1945-1964 : conseiller municipal de la ville de Bagneux.
- 1964-1982 : conseiller général du canton de Bagneux.
- 1964-1985 : maire de Bagneux.
- 1985 : maire honoraire de Bagneux.

## Distinctions
- Croix de guerre 1939–1945.
- Médaille de vermeil départementale et communale.
- Médaille de la jeunesse, des sports et de l'engagement associatif, argent.
- Officier de l'ordre républicain du Mérite civique et militaire.
- Chevalier de la Légion d'honneur[10].

## Hommages
- La municipalité de Bagneux a donné son nom à l'avenue Henri-Ravera depuis 1986 (ancienne rue de Paris).